# Нуклеофільність
Нуклеофільність (рос. нуклеофильность, англ. nucleophilicity) — кінетична характеристика нуклеофільного реагенту, відмінна (хоч непрямо пов'язана) від основності за Льюїсом (термодинамічної характеристики). В якісному розумінні — прояв властивостей нуклеофіла, в кількісному — вимірюється відносними константами швидкості реакцій ряду нуклеофільних реагентів зі спільним субстратом.
B: + A–X →B+–A + X:–

## Інтернет-ресурси
- Nucleophilicity